# Юсупова, Бедер Ахметовна
Бедер Ахметовна Юсупова (баш. Бәҙәр Әхмәт ҡыҙы Йосопова, 21 декабря 1901 — 30 августа 1969) — башкирская советская актриса, заслуженная (1935) и народная артистка Башкирской АССР (1940), заслуженная артистка РСФСР (1944). Одна из первых актрис Башкирского государственного театра в Стерлитамаке.

## Биография
Родилась 21 декабря 1901 года в городе Орск Орского уезда Оренбургской губернии.
В 1915 году заканчивает учительские курсы в родном городе и начинает преподавать в Орской татарской школе.
В 1916 году под псевдонимом Люси дебютировала на сцене любительского театра при Орском «Союзе молодёжи» в драматическом этюде «Потерянная женщина» (по пьесе И. Богданова), где исполнила роль Галиябану, Магруфкамал («Галиябану» и «Праздник в деревне» М. Файзи), а также начала выступать с исполнением башкирских народных танцев и песен.
В период с 1919 по 1929 годы учительствовала в школах Башкирской республики и работала в различных подразделениях Башкирского народного комиссариата просвещения.
С 1926 года и до конца жизни работала актрисой в труппе 1-го Башкирского государственного театра. Также часто выступала на эстраде, радио и телевидении с исполнением кубаиров, башкирских народных танцев и песен.
В годы Великой Отечественной войны участвовала во фронтовых концертах.

## Роли в спектаклях
- Галиябану («Галиябану» М. Файзи);
- Магруфкамал («Праздник в деревне» М. Файзи);
- Амина («Салават» В. Муртазина-Иманского);
- Елизавета («Карагул» Д. Юлтыя);
- Танхылу («Ашкадар» М. Бурангулова);
- Анна Андреевна («Ревизор» Н. В. Гоголя);
- Кручинина («Без вины виноватые» А. Н. Островского);
- Огудалова («Бесприданница» А. Н. Островского);
- Эмилия («Отелло» У. Шекспира);
- леди Мильфорд («Коварство и любовь» Ф. Шиллера);
- Лушка («Поднятая целина» М. Шолохова);
- Ульмасбика («Хакмар» С. Мифтахова);
- Кубра («Кахым-турэ, или 1812 год» Б. Бикбая);
- Елена Кошевая («Молодая гвардия» А. Фадеева);
- Масрура («Черноликие» М. Гафури);
- Сарби («Башмачки» Х. Ибрагимова);
- Шамсинур («Он вернулся» А. Атнабаева) и др.

## Награды и звания
- Орден Трудового Красного Знамени (1955)
- Орден «Знак Почёта» (1944)
- Заслуженная артистка РСФСР (1944)
- Народная артистка Башкирской АССР (1940)
- Заслуженная артистка Башкирской АССР (1935)

## Память
- В честь Бедер Юсуповой назван Дом актёров в городе Уфе
- Имя Бедер Юсуповой носит остановка общественного транспорта «Дом актёра имени Бедер Юсуповой» в городе Уфе